# Ksenia Mialo
Ksenia Mialo (în rusă Ксения Мяло; n. 13 mai 1936, Rîbnița, RSS Ucraineană, URSS – d. 26 martie 2018, Moscova, Rusia) a fost o politologă, culturologă, publicistă și personalitate publică sovietică și rusă, candidat la științe istorice.

## Biografie
S-a născut în orașul Rîbnița din RASS Moldovenească, RSS Ucraineană (URSS). A absolvit Facultatea de Economie a Universității de Stat „Lomonosov” din Moscova.
Și-a susținut disertația pentru gradul de candidat la științele istorice pe tema „Radicalismul de stânga în mișcarea de tineret a Franței în anii '60: origini istorico-ideologice” (Левый радикализм в молодёжном движении Франции 60-х годов: идейно-исторические истоки), în 1975, la Institutul Mișcării Internaționale a Muncii din cadrul Academiei de Științe a URSS.
A lucrat ca cercetător principal al Institutul de informații științifice despre științele sociale al Academiei de Științe din Rusia (INION), Institutul Mișcării Internaționale a Muncii și Institutul de Literatură Mondială.
La mijlocul anilor '90, a fost membră a Centrului Național Rus de Dreapta.
În iulie și octombrie 2010, în calitate de expert, a participat la programul Canalului 5 „Judecata timpului” (Суд времени).

## Cărți
- Под знаменем бунта („Sub steagul rebeliunii”): (Очерки по истории и психологии молодёжного протеста 1950—1970-х гг.). — М. Молодая гвардия, 1985. 288 с. 50000 экз.
- Житомирский Д. В., Леонтьева О. Т., Мяло К. Г. Западный музыкальный авангард после второй мировой войны („Avangarda muzicală occidentală după al doilea război mondial”). — М. : Музыка, 1989. — 302 с., 8 000 экз. ISBN 5-7140-0117-6
- По страницам самиздата („Prin paginile Samizdat”): Сборник / Сост. Мяло К. Г. и др. — М. : Молодая гвардия, 1990. — 302 с. —(Свободная трибуна). ISBN 5-235-01204-6
- Время выбора : молодёжь и общество в поисках альтернативы („Timp pentru alegere: tineret și societate în căutarea unei alternative”). — М. : Политиздат, 1991. — 251 с., 50000 экз. ISBN 5250007538
- Звезда волхвов, или Христос в Гималаях („Steaua Magilor sau Hristos în Himalaya”): Н. К. Рерих и православие /  Авт. вступ. ст. В. В. Вергун, с. 3-32. — М.: Беловодье 1999. — 252 с. 2000 экз.
- Россия и последние войны XX века: (1989—2000): К истории падения сверхдержавы („Rusia și ultimele războaie ale secolului XX: (1989-2000): Către istoria căderii unei superputeri”). — М. : Вече, 2002. — 478 с. — (Ракурс). ISBN 5-7838-0994-2
- Защитим имя и наследие Рерихов. Т. 2: Звезда волхвов, или Христос в Гималаях („Să protejăm numele și moștenirea Roerichilor. Vol. 2: Steaua Magilor sau Hristos în Himalaya”) / К. Мяло. В поисках Православия. Современники/ А. Владимиров.  — М.: Международный центр Рерихов, 2001. — 421 с. ISBN 5869881145
- Между Западом и Востоком. Опыт геополитического и историософского анализа („Între Vest și Est. Experiență în analize geopolitice și historiosofice”). — М. : А. Соловьёв : Рус. Нац. Фонд, 2003. — 221 с. —(Россия и мир: итоги XX века). ISBN 5-94191-005-0
- После СССР: Российская Федерация и непризнанные государства („După URSS: Federația Rusă și statele nerecunoscute”). — М. : ИАф РАН, 2012. — 189 с. ISBN 978-5-91298-108-1